# 로즈 번
로즈 번(영어: Rose Byrne, 1979년 7월 24일 ~ )은 오스트레일리아의 배우이다. 1994년 영화 《댈러스 돌》로 데뷔했으며, 1990년대에는 모국인 오스트레일리아 무대에서 주로 연기 활동을 했다. 영화 《1967년형 시트로엥》을 통해 베네치아 영화제 볼피컵 여자연기자상을 수상했고, 영화 《다리가 있다면 너를 걷어찰거야》를 통해 베를린 영화제 은곰상 주연상을 수상했다. 이를 통해 영화 《스타워즈 에피소드 2: 클론의 습격》의 도메 역으로 캐스팅 되어 할리우드 진출을 했으며, 뒤이어 《트로이》, 《28주 후》, 《노잉》에서 주요 배역들을 맡았다.
범죄 스릴러 영화 《대미지》의 5-9 시즌에 엘런 패슨스 역으로 모두 출연하여, 프라임타임 에미상과 골든 글로브상 각각 두 차례 후보에 올랐다. 《컴 백 록스타》 (2010)와 《내 여자친구의 결혼식》 (2011)은 로즈 번을 코미디 배우로서 자리 잡게 해주었고, 그 이후로 《엑스맨: 퍼스트 클래스》 (2011), 《나쁜 이웃들》 (2014), 《스파이》 (2015), 《엑스맨: 아포칼립스》 (2016) 같은 몇몇 성공작들에 출연했다. 그 외 출연작들에는 인시디어스의 1, 2편 (2010–2013), 《저스트 어 이어》와 《인턴십》 (둘다 2013년 작), 《애니》, 《인스턴트 패밀리》와 《피터 래빗》 (둘다 2018년 작)이 있다.

## 출연 작품

### 영화
| 연도 | 제목                             | 원제                                         | 배역                 | 비고       |
| ---- | -------------------------------- | -------------------------------------------- | -------------------- | ---------- |
| 1994 | 달라스 돌                        | Dallas Doll                                  | 래스터스 서머스      |            |
| 1999 | 투 핸즈                          | Two Hands                                    | 앨릭스               |            |
| 2000 | 마이 마더 프랭크                 | My Mother Frank                              | 제니                 |            |
| 2000 | 1967년형 시트로엥                | The Goddess of 1967                          | B. G.                |            |
| 2002 | 스타워즈 에피소드 2: 클론의 습격 | Star Wars: Episode II – Attack of the Clones | 도르메               |            |
| 2002 | 시티 오브 고스트                 | City of Ghosts                               | 사브리나             |            |
| 2003 | 성 안에 갇힌 사랑                | I Capture the Castle                         | 로즈 모트메인        |            |
| 2003 | 우리가 낮이라 부르는 밤          | The Night We Called It a Day                 | 오드리 애플비        |            |
| 2003 | 잔잔한 호수 위의 파문            | The Rage in Placid Lake                      | 제마 테일러          |            |
| 2003 | 테이크 어웨이                    | Take Away                                    | 소니아 스틸레이노    |            |
| 2004 | 트로이                           | Troy                                         | 브리세이스           |            |
| 2004 | 당신이 사랑하는 동안에           | Wicker Park                                  | 알렉스 덴버          |            |
| 2005 | 더 테넌츠                        | The Tenants                                  | 아이린 벨            |            |
| 2006 | 마리 앙투아네트                  | Marie Antoinette                             | 욜랑드 드 폴라스트롱 |            |
| 2006 | 데드 걸                          | The Dead Girl                                | 레아                 |            |
| 2007 | 선샤인                           | Sunshine                                     | 캐시                 |            |
| 2007 | 28주 후                          | 28 Weeks Later                               | 스칼렛 레비 소령     |            |
| 2008 | 저스트 베리드                    | Just Buried                                  | 로버트 니클          |            |
| 2008 | 텐더 훅                          | The Tender Hook                              | 아이리스             |            |
| 2009 | 노잉                             | Knowing                                      | 다이애나 웨일런드    |            |
| 2009 | 아담                             | Adam                                         | 베스 버크월드        |            |
| 2010 | 아이 러브 유 투                  | I Love You Too                               | 취객                 | 카메오     |
| 2010 | 컴 백 록스타                     | Get Him to the Greek                         | 재키 큐              |            |
| 2010 | 인시디어스                       | Insidious                                    | 리나이 램버트        |            |
| 2011 | 내 여자친구의 결혼식             | Bridesmaids                                  | 헬렌 해리스 3세      |            |
| 2011 | 엑스맨: 퍼스트 클래스            | X-Men: First Class                           | 모이라 맥태거트      |            |
| 2012 | 플레이스 비욘드 더 파인즈        | The Place Beyond the Pines                   | 제니퍼 크로스        |            |
| 2013 | 저스트 어 이어                   | I Give It a Year                             | 냇 레드펀            |            |
| 2013 | 인턴십                           | The Internship                               | 다나 심스            |            |
| 2013 | 더 터닝                          | The Turning                                  | 레일린               |            |
| 2013 | 인시디어스: 두번째 집            | Insidious: Chapter 2                         | 리나이 램버트        |            |
| 2014 | 나쁜 이웃들                      | Neighbors                                    | 켈리 래드너          |            |
| 2014 | 어덜트 비기너스                  | Adult Beginners                              | 저스틴               |            |
| 2014 | 당신 없는 일주일                 | This Is Where I Leave You                    | 페니 무어            |            |
| 2014 | 애니                             | Annie                                        | 그레이스 패럴        |            |
| 2014 | 유니티                           | Unity                                        | 내레이션             | 다큐멘터리 |
| 2015 | 스파이                           | Spy                                          | 레이나 보야노프      |            |
| 2015 | 더 메들러                        | The Meddler                                  | 로리 미너비니        |            |
| 2016 | 니나                             | Neighbors 2: Sorority Rising                 | 켈리 래드너          |            |
| 2016 | 엑스맨: 아포칼립스               | X-Men: Apocalypse                            | 모이라 맥태거트      |            |
| 2017 | 헨리에타 랙스의 불멸의 삶        | The Immortal Life of Henrietta Lacks         | 리베카 스클루트      | TV 영화    |
| 2017 | 아이 러브 유, 대디               | I Love You, Daddy                            | 그레이스 컬런        |            |
| 2018 | 클로버필드 패러독스              | Insidious: The Last Key                      | 리나이 램버트        |            |
| 2018 | 줄리엣, 네이키드                 | Juliet, Naked                                | 애니 플랫            |            |
| 2018 | 피터 래빗                        | Peter Rabbit                                 | 제미마               |            |
| 2018 | 인스턴트 패밀리                  | Instant Family                               | 엘리 와그너          |            |
| 2019 | 나의 마더                        | I Am Mother                                  | 마더                 |            |
| 2019 | 하이, 젝시                       | Jexi                                         | 젝시                 |            |
| 2019 | 괴물 마사                        | Martha the Monster                           | 마사                 | 단편       |
| 2020 | 라이크 어 보스                   | Like a Boss                                  | 멜 페이지            |            |
| 2020 | 이리지스터블                     | Irresistible                                 | 페이스 브루스터      |            |
| 2021 | 피터 래빗 2: 파 프롬 홈          | Peter Rabbit 2: The Runaway                  | 제미마               |            |
| 2022 | 시리어슬리 레드                  | Seriously Red                                | 이피                 |            |
| 2022 | 크리스마스 스피릿                | Spirited                                     | 블랜스키 부인        |            |
| 2023 | 인시디어스: 빨간 문              | Insidious: The Red Door                      | 레나이 램버트        |            |
| 2023 | 닌자터틀: 뮤턴트 대소동          | Teenage Mutant Ninja Turtles: Mutant Mayhem  | 레더헤드             | 애니메이션 |
| 2025 | 다리가 있다면 너를 걷어찰거야    | If I Had Legs I'd Kick You                   | 린다                 |            |
| 미정 | 부적절한 행동                    | Inappropriate Behavior                       | 제나                 |            |

### 텔레비전 드라마
| 연도      | 제목                     | 원제                     | 배역                 | 비고                           |
| --------- | ------------------------ | ------------------------ | -------------------- | ------------------------------ |
| 1997      | 타천사들                 | Fallen Angels            | 쇼반                 | "Lerve, Lerve, Lerve" 에피소드 |
| 1997      | 와일드사이드             | Wildside                 | 하이디 벤슨          | 2회분 출연                     |
| 1999      | 빅 스카이                | Big Sky                  | 앤지                 | "A Family Affair" 에피소드     |
| 1999      | 하트브레이크 하이        | Heartbreak High          | 칼리 화이틀리        | 3회분 출연                     |
| 2000      | 머더 콜                  | Murder Call              | 세라 왓슨            | "Still Life" 에피소드          |
| 2005      | 카사노바                 | Casanova                 | 이디스               | 3회분 출연                     |
| 2007-12   | 데미지                   | Damages                  | 엘런 파슨스          | 주연                           |
| 2013      | 포틀랜디아               | Portlandia               | 프레드의 데이트 상대 | "Soft Opening" 에피소드        |
| 2016      | 노 액티비티              | No Activity              | 엘리자베스           | 5회분 출연                     |
| 2018      | 앤지 트리베카            | Angie Tribeca            | 노라 뉴트            | "Trader Foes" 에피소드         |
| 2019      | 에이미 서데리스와 집에서 | At Home with Amy Sedaris | 메리                 | "All About Amy" 에피소드       |
| 2020      | 미즈 아메리카            | Mrs. America             | 글로리아 스타이넘    | 9회분 출연                     |
| 2021-현재 | 피지컬                   | Physical                 | 실라 루빈            | 주연                           |
| 2022      | 더 보이즈                | The Boys                 | 본인                 | "Herogasm" 에피소드; 카메오    |
| 2023      | 플라토닉                 | Platonic                 | 실비아               | 주연                           |